# 卡雷姆斯科耶區

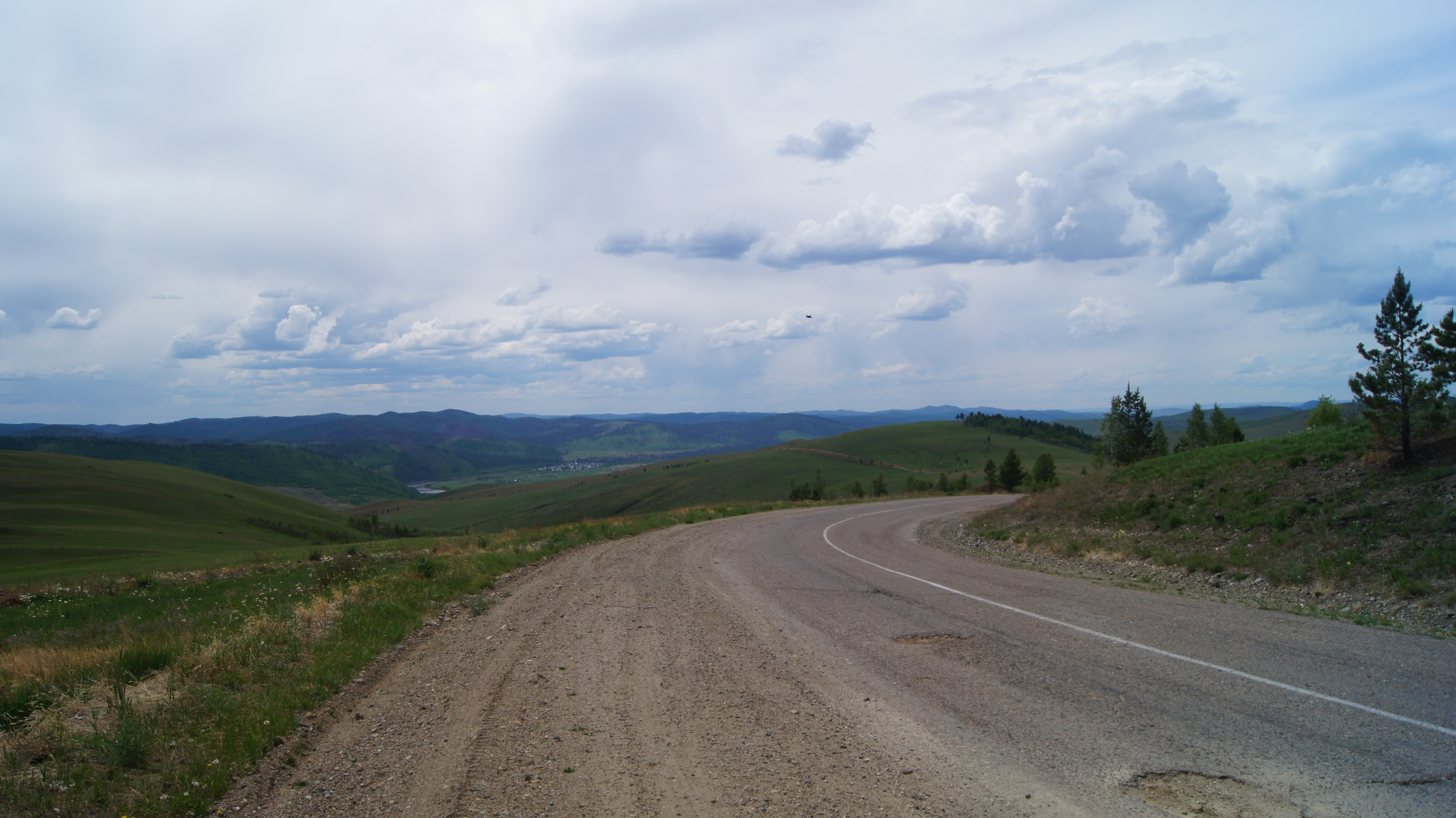

51°38′N 114°20′E / 51.633°N 114.333°E
卡雷姆斯科耶區（俄语：Карымский район），是俄羅斯的一個區，位於該國西部，由外貝加爾邊疆區負責管轄，始建於1926年1月4日，面積7,800平方公里，2010年人口37,161，人口密度每平方公里4.76人。